# Gregório de Tours
São Gregório de Tours ou Gregório Turonense (em latim: Gregorius Turonensis; Galía Romana, 30 de novembro de 538 — Tours, 17 de novembro de 594) foi um historiador galo-romano e bispo de Tours, o que o tornava o principal prelado da Gália. Ele escreveu em um latim deselegante, sem regras gramaticais e barbarizado numa tentativa de um estilo literário, que é no entanto vigoroso e cheio de termos francos e germânicos.[carece de fontes?] Quando a inspiração falhava, ele era rápido em recorrer ao estilo linguístico da doutrina. Ele é a principal fonte contemporânea da história merovíngia. Seu mais notável trabalho foi seu Decem Libri Historiarum ("Dez Livros de História"), mais conhecido como Historia Francorum ("História dos Francos"), um título dado por cronistas posteriores. Mas ele também é conhecido por suas explicações dos milagres dos santos, especialmente quatro livros dos milagres de Martinho de Tours. A tumba de São Martinho era uma grande atração no século VI, e os escritos de Gregório tinham o aspecto prático de promover seu culto altamente organizado.

## Vida
Gregório nasceu na elite da sociedade galo-romana, de descendência senatorial de ambos os lados como ele mesmo conta, em Augustonêmeto, a moderna Clermont-Ferrand, em Auvérnia, região central da Gália. Seu nome de batismo era Geórgio Florêncio, mas em memória de seu bisavô materno, Gregório, bispo de Langres, ele adotou o nome Gregório. Dos dezoito bispos de Tours que o precederam, apenas cinco não eram ligados a ele por laços de parentesco. Ele passou a maior parte de sua carreira em Tours, embora tenha viajado até Paris. A áspera região em que ele vivia estava na extremidade do mundo agonizante da Antiguidade e da nova cultura do início da Idade Média da Europa. Gregório viveu também na fronteira entre a cultura franca dos merovíngios ao norte e a cultura galo-romana do sul da Gália.
Em Tours, Gregório não poderia estar em lugar melhor para ouvir e encontrar cada detalhe da influência da cultura merovíngia. Tours está na via navegável do Loire. Cinco estradas romanas partiam de Tours, que se estendia da principal passagem entre o norte franco e a Aquitânia, com a Espanha mais além. Em Tours as influências francas do norte e as galo-romanas do sul tinham seu principal contato. Como centro do culto popular a São Martinho, Tours era um lugar de peregrinação, hospital e santuário político para onde líderes importantes fugiram durante o violento e tumultuado período de desordem merovíngio.
Gregório teve relações pessoais com quatro reis francos, Sigeberto I, Quilperico I, Gontrão e Quildeberto I e conheceu pessoalmente a maior parte dos líderes francos.

## Trabalhos
A Historia Francorum está em dez livros. Os livros I a IV reconta a história universal da criação, mas passa rapidamente para a cristianização da Gália, a vida e tempo de São Servácio, a conversão dos francos e a conquista da Gália sob Clóvis, e a mais detalhada história dos reis francos até a morte de Sigeberto em 575. Nesta data Gregório já era bispo de Tours há dois anos.
A segunda parte, os livros V e VI, termina com a morte de Quilperico em 584. Durante os anos que Quilperico controlou Tours, as relações entre ele e Gregório foram tensas. Após ouvir rumores de que o bispo de Tours havia caluniado sua esposa, Quilperico prendeu Gregório e o julgou por traição — uma acusação que pôs em risco o bispado de Gregório e sua vida. A mais eloquente passagem na Historia é o último capítulo do livro VI, onde o caráter de Quilperico é resumido de forma antipática.
A terceira parte, compreendendo os livros VII a X, registra progressivamente sua descrição pessoal para o ano 591. Um epílogo foi escrito em 594, ano de sua morte.
Faz-se necessário julgar quando se lê a Historia Francorum, ("História dos Francos"), se é a história da realeza, ou se Gregório estava escrevendo para agradar seus patronos. É verossímil que uma casa real franca seja mais generosamente tratada que outras. Ele também era um bispo católico, e seus escritos revelam opiniões típicas de alguém na sua posição. Suas opiniões sobre os perigos visíveis do arianismo (mais forte entre os visigodos) levou-o a prefaciar a Historia com uma detalhada expressão de sua ortodoxia sobre a natureza de Cristo. Seu desprezo pelos pagãos e judeus deveria ser visto dentro do contexto de seu tempo. A educação de Gregório era limitada: a cristã era a disponível, ignorando as artes liberais e os clássicos pagãos. Apesar de ter lido Virgílio, ele nos previne que "nós não devemos relatar suas fábulas mentirosas, para que não caiamos sob a sentença da morte eterna". No entanto, nós devemos manter na mente que ele parece ter estudado, perfeitamente, a longa e complexa Vulgata, trabalhos religiosos, e também vários tratados históricos, que ele cita com freqüência, particularmente nos livros iniciais da Historia Francorum.

## Importância
A Historia Francorum é de considerável interesse histórico por descrever a cultura e os eventos do período de transição entre o mundo romano e o medieval, e o estabelecimento do estado franco, que se tornou consideravelmente grande em termos de população e território, rico, estável e unido durante o período medieval comparado com outros estados europeus de sua época. Muitas ideias culturais, econômicas e sociais que se espalharam para outras partes da Europa, como por exemplo, o sistema feudal, nasceram na França do período.